# Lawrence Ennali
Lawrence Ennali (Berlino, 7 marzo 2002) è un calciatore tedesco, attaccante dello Houston Dynamo.

## Carriera
Ennali a livello giovanile ha giocato per numerosi club fra cui Norimberga, Hertha Berlino, TeBe Berlino, Viktoria Berlino, Schalke 04 e Hannover 96. Nel 2020 è stato assegnato alla seconda squadra dell'Hannover impegnata in Regionalliga. Ha esordito nel calcio professionistico il 14 agosto 2021 nell'incontro di 2. Bundesliga perso 2-0 contro la Dinamo Dresda. Nel 2022 è stato ceduto in prestito per una stagione al Rot-Weiss Essen in 3. Liga, dove ha giocato con continuità.
Il 30 giugno 2023 ha lasciato a titolo definitivo il club tedesco ed ha firmato un biennale con il Górnik Zabrze. Ha segnato i sui primi gol ufficiali il 27 settembre seguente, realizzando una doppietta nel successo per 4-0 contro il GKS Katowice in Puchar Polski. Nel corso della stagione ha guadagnato sempre più spazio ottenendo la titolarità nella seconda metà di stagione, conclusa con 7 gol in 29 partite.
Il 18 luglio 2024 ha firmato un contratto di due anni con lo Houston Dynamo.

## Statistiche

### Presenze e reti nei club
Statistiche aggiornate al 14 luglio 2024.
| Stagione        | Squadra          | Campionato      | Campionato | Campionato | Coppe nazionali | Coppe nazionali | Coppe nazionali | Coppe continentali | Coppe continentali | Coppe continentali | Altre coppe | Altre coppe | Altre coppe | Totale | Totale | Totale |
| Stagione        | Squadra          | Comp            | Pres       | Reti       | Comp            | Pres            | Reti            | Comp               | Pres               | Reti               | Comp        | Pres        | Reti        | Pres   | Reti   |        |
| --------------- | ---------------- | --------------- | ---------- | ---------- | --------------- | --------------- | --------------- | ------------------ | ------------------ | ------------------ | ----------- | ----------- | ----------- | ------ | ------ | ------ |
| 2020-2021       | Hannover 96 II   | RL              | 2          | 0          |                 | -               | -               |                    | -                  | -                  |             | -           | -           | 2      | 0      |        |
| 2021-2022       | Hannover 96 II   | RL              | 15         | 6          |                 | -               | -               |                    | -                  | -                  |             | -           | -           | 15     | 6      |        |
| 2021-2022       | Hannover 96      | 2L              | 8          | 0          | CG              | 2               | 0               |                    | -                  | -                  |             | -           | -           | 10     | 0      |        |
| 2022-2023       | Rot-Weiss Essen  | 3L              | 34         | 3          | CG              | 0               | 0               |                    | -                  | -                  |             | -           | -           | 34     | 3      |        |
| 2023-2024       | Górnik Zabrze II | 3L              | 1          | 1          |                 | -               | -               |                    | -                  | -                  |             | -           | -           | 1      | 1      |        |
| 2023-2024       | Górnik Zabrze    | EK              | 26         | 5          | CP              | 3               | 2               |                    | -                  | -                  |             | -           | -           | 29     | 7      |        |
| Totale carriera | Totale carriera  | Totale carriera | 86         | 15         |                 | 5               | 2               |                    | -                  | -                  |             | -           | -           | 91     | 17     |        |